# Resilin
Resilin är ett elastiskt protein som finns naturligt hos leddjur (arthropoda), framförallt insekter. Loppans hoppförmåga och humlans flygförmåga är två exempel på hur leddjuren använder resilinet. Resilin har en effektivitet som uppmätts till 97%, att jämföras med syntetiskt polybutadien (studsbollar m.m.) som har 80 % effektivitet.
Resilin nybildas inte hos vuxna insekter, utan måste fungera hela insektens livstid. För flygande insekter kan det innebär hundratals miljoner cykler, d.v.s. sträckningar och kontraktioner under deras livstid.
Först år 2005 rapporterades att forskare lyckats skapa konstgjort resilin. En grupp ledd från den australiensiska institutionen Commonwealth Scientific and Industrial Research Organisation (CSIRO) lyckades odla fram resilin i Escherichia coli-bakterier, genom att använda en speciell gen från en flugart som trigger. Framtida användningar som forskarna hoppas på är bland annat att ersätta väggar i blodkärl. Dessa är naturligt av elastin, ett annat elastisk protein. 